# Friedrich Ernst von Brandenburg-Kulmbach

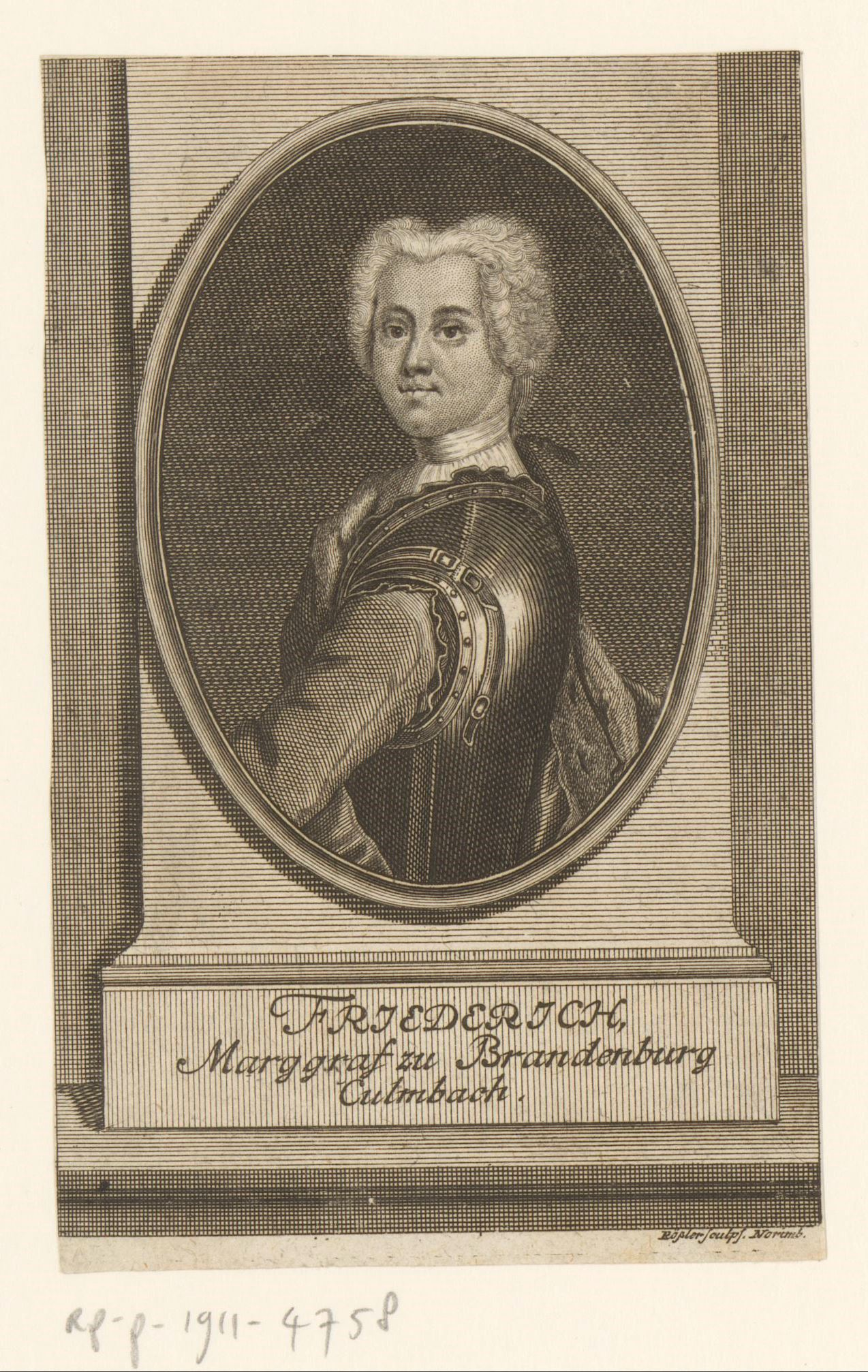
Friedrich Ernst von Brandenburg-Kulmbach

Friedrich Ernst von Brandenburg-Kulmbach (* 15. Dezember 1703 in Schönberg bei Lauf; † 23. Juni 1762 auf Schloss Friedrichsruh in Drage) war ein deutscher Markgraf. Er war Mitglied des Hauses Brandenburg-Kulmbach. Politische Bedeutung erhielt er als Statthalter von Schleswig-Holstein.

## Familie
Er war ein jüngerer Sohn von Christian Heinrich von Brandenburg-Kulmbach. Seine Schwester Sophie Magdalene von Brandenburg-Kulmbach war mit dem dänischen König Christian VI. verheiratet. Dieser war in Personalunion auch Herzog von Schleswig-Holstein und setzte seinen Schwager Friedrich Ernst als Statthalter der Herzogtümer ein. 

## Leben
Durch seinen königlichen Schwager wurde Friedrich Ernst zum Ritter des Elefanten-Ordens ernannt. Der Markgraf erhielt 1731 den Sitz der Schleswiger Herzöge, Schloss Gottorf, zur Residenz, doch baute er das Gut Drage aus, das ihm der König zur Hochzeit mit Christine Sophie von Braunschweig-Wolfenbüttel-Bevern (1717–1779), einer Tochter von Ernst Ferdinand von Braunschweig-Wolfenbüttel-Bevern, schenkte. Das dortige Herrenhaus wurde abgetragen und durch den dänischen Hofbaumeister Nicolai Eigtved von 1744 bis 1751 das Schloss Friedrichsruh errichtet. Der Markgraf und seine Frau lebten weit über ihre Verhältnisse und als Friedrich Ernst 1762 kinderlos starb, hinterließ er einen hochverschuldeten Besitz.  
Friedrich Ernst von Brandenburg-Kulmbach und seine Gemahlin Christine Sophie sind in der Hohenasper Kirche bestattet. Nach dem Markgrafen ist das Markgrafenzimmer im Schloss Glücksburg, in dem er vorübergehend residierte, benannt.
Friedrich Ernsts Nachfolger als Statthalter des Herzogtums wurde Friedrich Ludwig von Dehn.